# Hamilton Island Airport

i7
i11
i13
Hamilton Island Airport (IATA-Code: HTI, ICAO-Code: YBHM) ist der Flughafen von Hamilton Island, einer Insel der Whitsunday-Islands-Gruppe in Queensland (Australien). Der Flughafen befindet sich zum Teil auf aufgeschütteter Landmasse am südwestlichen Rand der Insel.
Die Hauptnutzer des Flughafens sind die beiden großen Low-Cost-Fluglinien Australiens, Jetstar Airways und Virgin Australia.
Die Start- und Landebahn des Flughafens ist gut 1700 m lang.

## Geschichte
Der Flughafen litt 2001 schwer unter dem Ende von Ansett Australia. Im Jahr 2002 wurde der Flughafen für mehrere Tage nach dem Absturz eines Kleinflugzeuges mit 6 Toten geschlossen.